# Liste der Kulturdenkmale in Rickling
In der Liste der Kulturdenkmale in Rickling sind alle Kulturdenkmale der schleswig-holsteinischen Gemeinde Rickling (Kreis Segeberg) und ihrer Ortsteile aufgelistet (Stand: 14. April 2025).

## Legende
In den Spalten befinden sich folgende Informationen:
- Objekt-ID: die Nummer des Kulturdenkmales
- Lage: die Adresse des Kulturdenkmales und die geographischen Koordinaten. Kartenansicht, um Koordinaten zu setzen. In der Kartenansicht sind Kulturdenkmale ohne Koordinaten mit einem roten Marker dargestellt und können in der Karte gesetzt werden. Kulturdenkmale ohne Bild sind mit einem blauen Marker gekennzeichnet, Kulturdenkmale mit Bild mit einem grünen Marker.
- Offizielle Bezeichnung: Bezeichnung des Kulturdenkmales
- Beschreibung: die Beschreibung des Kulturdenkmales
- Bild: ein Bild des Kulturdenkmales

## Bauliche Anlagen
| Objekt-ID      | Lage                                       | Offizielle Bezeichnung | Beschreibung | Bild |
| -------------- | ------------------------------------------ | ---------------------- | --- | ---- |
| 22675 Wikidata | Dorfstraße 65 (54° 0′ 15″ N, 10° 10′ 1″ O) | Kirche mit Ausstattung | Alteintragung (Aktualisierung vorgesehen) - Begründung: geschichtlich, künstlerisch, städtebaulich - Schutzumfang: gesamtes Objekt - Denkmaltyp: Bauliche Anlage | BW   |

## Gründenkmale
| Objekt-ID      | Lage                                       | Offizielle Bezeichnung | Beschreibung | Bild            |
| -------------- | ------------------------------------------ | ---------------------- | --- | --------------- |
| 24688 Wikidata | Dorfstraße 65 (54° 0′ 16″ N, 10° 10′ 4″ O) | Alter Friedhof         | Alteintragung (Aktualisierung vorgesehen) - Begründung: geschichtlich, Kulturlandschaft prägend - Schutzumfang: gesamtes Objekt - Denkmaltyp: Gründenkmal | BW              |
| 42879          | Dorfstraße (54° 0′ 30″ N, 10° 9′ 46″ O)    | Dorfplatz              | Dorfplatz; 19.-20. Jh.; in der Ortsmitte gelegener Platz mit drei Ehrenmalen und zwei Baumdenkmalen - Begründung: geschichtlich, Kulturlandschaft prägend - Schutzumfang: Dorfplatz, Ehrenmal für die Gefallenen 1848, 1870–71, 1914–20, Ehrenmal für die Gefallenen beider Weltkriege, Gedenkplatte für die Gefallenen des Ersten Weltkriegs, Hindenburg-Eiche, Doppeleiche - Denkmaltyp: Gründenkmal | Fotos hochladen |

## Quelle
- Liste der Kulturdenkmale in Schleswig-Holstein – Kreis Segeberg

- Karte mit allen Koordinaten:
- OSM |
- WikiMap